# مجلس المحافظة
مجلس المحافظة هيئة إدارية منتخبة تحكم منطقة تعرف باسم المحافظة أو المقاطعة. ويختلف المصطلح من دولة إلى أخرى.

## أيرلندا
لا تزال مجالس المقاطعات التي أنشئت تحت الحكم البريطاني في عام 1899 موجودة في أيرلندا، على الرغم من خضوعها حتى الآن للتشريع الذي أقره Oireachtas Éireann ، وخاصة قانون إصلاح الحكومة المحلية لعام 2014.

### تاريخيا

#### 1899-1922
أدخلت الحكومة المحلية (أيرلندا) لعام 1898 قانون مجالس المقاطعات إلى أيرلندا وقد تم نقل الأعمال الإدارية والمالية التي قامت بها هيئات المحلفين الكبرى في المقاطعة وجلسات العرض العامة في المقاطعة إلى المجالس الجديدة. وكان من أهم هذه الواجبات صيانة الطرق السريعة والجسور، وصيانة ومراقبة مصحات المجانين، وتعيين الأطباء الشرعيين. وتولت الهيئات الجديدة أيضا بعض الواجبات من مجالس الأوصياء القانونية الفقيرة فيما يتعلق بأمراض الماشية ومن قضاة الصلح لتنظيم المتفجرات. [1]
يختلف دستور مجالس المقاطعات الأيرلندية عن تلك الموجودة في بريطانيا العظمى. يتم انتخاب معظم المجالس بشكل مباشر حيث يتم تقسيم كل مقاطعة من قبل مجلس الحكم المحلي لأيرلندا إلى أقسام انتخابية وكل منها يعين مستشارا واحدا لمدة ثلاث سنوات. وبالإضافة إلى ذلك، تشكل الدوائر الحضرية تقسيمات انتخابية وذلك حسب عدد السكان، الذين يمكن وجودهم بشكل متكرر في العديد من أعضاء مجالس المقاطعات. كما تتألف مجالس المقاطعات من «أعضاء إضافيين»:
وكان من المقرر أن يكون رئيس كل مجلس مقاطعة ريفية في المقاطعة عضوا بحكم منصبه. وفي الحالات التي يكون فيها الرئيس قد انتخب بالفعل في المجلس أو تم استبعاده، كان على لجنة التنمية الإقليمية أن تعين عضوا آخر في مجلسها ليكون عضوا إضافيا. ويمكن للمجلس أيضا أن يستعين بعضو أو عضوين إضافيين لمدة ثلاث سنوات.
- يعد رئيس كل مجلس منطقة ريفية في المقاطعة عضوًا بحكم منصبه . في حالة انتخاب الرئيس بالفعل في المجلس أو غير مؤهل وتم استبعاده، فإن على RDC تعيين عضو آخر في مجلسهم ليكون عضوًا إضافيًا.
- يمكن للمجلس أيضًا اختيار عضو أو عضوين إضافيين لمدة ثلاث سنوات.

جرت أول انتخابات لمجلس المقاطعة في 6 أبريل 1899، وكان أول عمل في اجتماعاتهم الافتتاحية هو تعيين أعضاء إضافيين. وتم تأجيل الانتخابات التي تعقد كل ثلاث سنوات في عام 1914 بسبب اندلاع الحرب العالمية الأولى.
طبق قانون الحكومة المحلية (أيرلندا) لعام 1919 التمثيل النسبي لمجالس المقاطعات: حيث كان من المقرر انتخاب جميع أعضاء المجالس بصوت واحد قابل للتحويل من المناطق الانتخابية متعددة الأعضاء وقد كانت هناك انتخابات واحدة فقط في ظل النظام الجديد، تم عقدها في يناير وفي يونيو من عام 1920 (في المناطق الحضرية) (في المناطق الريفية) على التوالي وذلك خلال حرب الاستقلال الأيرلندية.

#### من عام 1922 حتى الوقت الحاضر
ورثت الدولة الأيرلندية المستقلة نفس السلطات المحلية التي أنشأها تشريع المملكة المتحدة لعامي 1898 و 1919، وأجريت الانتخابات في 23 يونيو 1925. وكان أول تشريع محلي هو قانون الحكم المحلي لعام 1925. حيث ألغى القانون جميع مجالس المقاطعات الريفية (باستثناء مقاطعة دبلن) ونقل سلطاتها إلى مجالس المقاطعات. وفي الانتخابات التالية، كان من المقرر زيادة جميع مجالس المقاطعات: وكان من المقرر أن يكون عدد المستشارين الإضافيين ضعف عدد المقاطعات الريفية الملغاة. ويحدد القانون سلطات وواجبات مجالس المقاطعات، كما يمنح وزير الحكم المحلي سلطة حل المجالس إذا اقتنع بأن «واجبات المجلس المحلي لا يضطلع بها على النحو الواجب والفعال». ويمكنه أن يأمر بإجراء انتخابات جديدة، أو نقل سلطة وممتلكات المجلس «إلى أي هيئة أو أشخاص أو شخص يراه مناسبا». وتم استخدام السلطة على نطاق واسع من قبل وزراء جميع الأحزاب. على سبيل المثال، تم حل مجلس مقاطعة كيري من عام 1930 إلى عام 1932 ومن عام 1945 إلى عام 1984 مع تعيين مفوضين لأداء وظيفة المجلس.
زادتعدد مجالس المقاطعات من 27 إلى 29 في عام 1994 عندما قسم قانون الحكومة المحلية (دبلن) لعام 1993 مقاطعة دبلن إلى ثلاث مقاطعات: Dún Laoghaire-Rathdown وFingal وSouth Dublin.
و منذ عام 2014 كانهناك 28 مجلس مقاطعة عاملة، بعد دمج مجالس مقاطعة شمال تيبيراري وجنوب تيبيراري في مجلس مقاطعة تيبيراري واحد، بموجب أحكام قانون إصلاح الحكومة المحلية لعام 2014 .

## تايوان
في تايوان، مجلس المقاطعة هو الهيئة التشريعية لكل مقاطعة ويتم انتخاب أعضاء المجالس من خلال الانتخابات المحلية التي تعقد كل 4 سنوات.
.

### 1950 إلى 1999
تم إصدار الخطة التنفيذية ل الحكم الذاتي المحلي للمدن والمقاطعات في أبريل 1950 وتأسست مجالس المقاطعات في عام 1951.

### من 1999 حتى الوقت الحاضر
صدر قانون الحكم المحلي عام 1999. واشتمل القانون على واجبات مجالس المقاطعات الموافقة وهي ميزانية المقاطعة، وفرض الضرائب المحلية، وسن المراسيم المحلية.

## المملكة المتحدة
شُكلت مجالس المقاطعات في أواخر القرن التاسع عشر وذلك في مختلف مجالس البلدان التي تتكون منها المملكة المتحدة التي لها سلطات مختلفة وعضويات مختلفة وبعد إصلاحات الحكومة المحلية في السبعينيات لم تعد مجالس المقاطعات موجودة في اسكتلندا أو أيرلندا الشمالية. في إنجلترا يتألف نظام الإدارة من مستويين ع؛ أما في ويلز يشمل النظام الواحد.

### إنكلترا
بدأت مجالس المقاطعات في إنجلترا في عام 1889، وتم إصلاحها في عام 1974و منذ منتصف التسعينات تم القيام بعدد من عمليات إعادة تنظيم الحكومة المحلية حيث خفضت عدد مجالس المقاطعات كما تم إنشاء سلطات موحدة في عدد من المجالات.
مجالس المقاطعات عبارة عن عدد كبير من أرباب عمل كبيرون مع مجموعة كبيرة ومتنوعة من الوظائف بما في ذلك التعليم (المدارس وخدمات الشباب)، والخدمات الاجتماعية، والطرق السريعة، وخدمات الإطفاء والإنقاذ، والمكتبات، والتخلص من النفايات، والخدمات الاستهلاكية، وتخطيط المدن والريف وحتى التسعينات كانوا يديرون أيضا كليات التعليم الإضافي والخدمات المهنية. وشهد ذلك العقد أيضا خصخصة بعض الخدمات التقليدية، مثل صيانة الطرق السريعة والتنظيف والوجبات المدرسية.

#### تاريخيا
انشئت مجالس المقاطعات بموجب قانون الحكومة المحلية لعام 1888، حيث تولت إلى حد كبير الوظائف الإدارية لمحاكم المقاطعات غير المنتخبة في جلسات ربع سنوية وتألفت مجالس المقاطعات من مستشارين، ينتخبون مباشرة من قبل الناخبين. وعضو مجلس المقاطعة الذي يختارها المجلس نفسه. كان هناك عضو مجلس مقاطعة واحد لكل ثلاثة مستشارين (واحد لكل ستة في مجلس مقاطعة لندن). أجريت الانتخابات الأولى للمجالس في تواريخ مختلفة في يناير 1889، وكانت بمثابة مجالس «مؤقتة» أو مجالس ظل حتى 1 أبريل، عندما وصلت إلى سلطاتها. وجرت انتخابات جميع أعضاء المجلس ونصف أعضاء مجلس الشيوخ كل ثلاث سنوات بعد ذلك. وقد تم تعيين المناطق التي كان للمجالس سلطة عليها كمقاطعات إدارية. لم يطبق أمر مجالس المقاطعات في كل مكان: تم تشكيل المدن الكبيرة وبعض شركات المقاطعات التاريخية أحياء المقاطعات بنفس الفعل.
كانت مجالس الأحياء في المقاطعات مستقلة عن مجلس المقاطعة التي تقع فيها جغرافيا، ومارست وظائف كل من مجالس المقاطعات والمقاطعات. كان النظام الجديد تحديثا كبيرا، مما عكس المجموعة المتزايدة من الوظائف التي قامت بها الحكومة المحلية في أواخر بريطانيا الفيكتورية. حدث تراكم كبير للسلطات عندما أضيف التعليم إلى مسؤوليات مجلس المقاطعة في عام 1902. كانت مجالس المقاطعات مسؤولة عن المزيد من الخدمات الاستراتيجية في المنطقة، مع (من عام 1894) مجالس المقاطعات الحضرية الأصغر حجما ومجالس المقاطعات الريفية المسؤولة عن الأنشطة الأخرى. وزاد قانون الحكم المحلي لعام 1929 إلى حد كبير من سلطات مجالس المقاطعات، التي تولت مسؤولية الطرق السريعة في المناطق الريفية
كان هناك انخفاض في عدد مجالس المقاطعات في عام 1965. وألغى قانون حكومة لندن لعام 1963 قانون لندن وميدلسكس وأنشأ مجلس لندن الكبرى. تم إعلان لندن الكبرى على أنها «منطقة» وليست تقع في أي مقاطعة. بالإضافة إلى ذلك، تم دمج زوجين من المقاطعات الإدارية لتصبح كامبريدجشاير وجزيرة إيلي وهانتينغدون وبيتربورو بموجب توصيات قدمتها لجنة الحكومة المحلية لإنجلترا. أعاد قانون الحكم المحلي لعام 1972 تنظيم السلطات المحلية بالكامل في إنجلترا وويلز. ألغيت أحياء المقاطعات وتم وضع إنجلترا بأكملها (باستثناء لندن الكبرى) في ترتيب من مستويين مع مجالس المقاطعات ومجالس المقاطعات. في أكبر ستة تجمعات سكانية، تم إنشاء مجالس المقاطعات الحضرية، مع زيادة الصلاحيات. تم إلغاء منصب عضو مجلس المقاطعة، وتم بعد ذلك انتخاب المجلس بأكمله مباشرة كل أربع سنوات. في عام 1986، تم إلغاء مجالس المقاطعات الحضرية الستة والمجالس المشتركة. وأنشأ قانون الحكم المحلي لعام 1992 لجنة جديدة للحكم المحلي تتمثل مهمتها في إجراء استعراض لهيكل الإدارة المحلية، واستحداث سلطات وحدوية إذا كان مناسبا. وبناء على ذلك، تم تخفيض عدد مجالس المقاطعات: تم إلغاء آفون، بيركشاير، كليفلاند، هيرفورد وستر وهامبرسايد، في حين أعيد إنشاء مجلس مقاطعة ورسيسترشاير. أدت الإصلاحات إلى طمس التمييز بين مجلس المقاطعة ومجلس الدائرة الانتخابية إلى حد ما. أصبح مجلس مقاطعة جزيرة وايت بسلطة وحدوية، وأعيدت تسميته إلى «مجلس جزيرة وايت». وعلى العكس من ذلك، أضاف مجلسان وحدويان للمقاطعات كلمة «مقاطعة» إلى ألقابهما لتصبح «مجلس مقاطعة روتلاند» و «مجلس مقاطعة هيرفوردشاير»

#### إصلاحات القرن الحادي والعشرين
وحدثت موجة أخرى من إصلاح الحكم المحلي في نيسان/أبريل 2009 بموجب قانون الحكومة المحلية ومشاركة الجمهور في الصحة لعام 2007. وبناء على دعوات من الحكومة المركزية في عام 2007، بحث عدد من مجالس المقاطعات والمقاطعات المرتبطة بها السبل التي يمكن بها ترشيد توفير الحكومة المحلية، وذلك أساسا في شكل إلغاء مجالس المقاطعات والمقاطعات القائمة وإنشاء سلطات من مستوى واحد لكل أو أجزاء من هذه المقاطعات القائمة. ونتيجة لذلك، تغير وضع بعض هذه المقاطعات الريفية (أساسا). أصبحت كورنوال ودورهام ونورثمبرلاند وشروبشاير وويلتشاير سلطات وحدوية تقدم جميع الخدمات. وقد أسقطت بعض هذه المجالس كلمة «مقاطعة» من عناوينها. ألغيت مجالس مقاطعتي بيدفوردشاير وشيشاير مع إنشاء أكثر من مجلس وحدوي واحد داخل حدود المجلس الملغى. ظلت مجالس المقاطعات الأخرى دون تغيير، خاصة في الأجزاء المكتظة بالسكان في إنجلترا مثل الجنوب الشرقي. وحدثت إصلاحات طفيفة أخرى للحكومة المحلية في 2019-2020، مما أدى إلى أن تصبح دورست وباكنغهامشير أيضا سلطات موحدة تقدم جميع الخدمات.

### إيرلندا الشمالية
كانت مجالس المقاطعات موجودة في أيرلندا الشمالية من عام 1922 إلى عام 1973.
بعد التقسيم، بقيت ست مقاطعات إدارية داخل المملكة المتحدة كجزء من أيرلندا الشمالية. أصبحت الحكومة المحلية تحت سيطرة برلمان أيرلندا الشمالية، الذي سرعان ما قدم قانون الحكم المحلي (أيرلندا الشمالية) لعام 1922، الذي ألغى التمثيل النسبي. وأعيد رسم الدوائر الانتخابية، وأدخل مؤهل الملكية للناخبين، مما يضمن وجود مجالس يسيطر عليها الوحدويون في المقاطعات ذات الأغلبية القومية. في عام 1968 أعيد تشكيل مجلس مقاطعة فيرماناغ كسلطة وحدوية. ألغيت مجالس المقاطعات بموجب قانون الحكم المحلي (أيرلندا الشمالية) لعام 1972 في عام 1973. وكانت السلطات المحلية الوحيدة منذ ذلك التاريخ هي مجالس المقاطعات.

### اسكتلندا
كانت مجالس المقاطعات في اسكتلندا موجودة من عام 1890 إلى عام 1975. وتم إنشاؤها بموجب قانون الحكومة المحلية (اسكتلندا) لعام 1889 وأعيد تشكيلها بعد أربعين عاما بموجب قانون الحكومة المحلية (اسكتلندا) لعام 1929. ألغيت مجالس المقاطعات في عام 1975 عندما تم إدخال نظام من المجالس الإقليمية الكبيرة. وقد ألغيت المناطق نفسها في عام 1996 واستعيض عنها بمناطق المجلس ذات النظام الواحد الحالية.

### تاريخيا
كانت السيطرة في اسكتلندا على إدارة المقاطعة في أيدي مفوضي الإمدادات. وكانت هذه هيئة تضم مالكي الأراضي الرئيسيين المسؤولين عن دفع ضريبة الأراضي، ولم يتم انتخابها. جرت الانتخابات الأولى لمجالس المقاطعات الاسكتلندية في فبراير 1890. ومع ذلك، تم انتخاب أعضاء مجلس المقاطعة فقط للجزء «البري» من المقاطعة. تم اختيار ما تبقى من المجلس من قبل المجالس البلدية للبورغس في المقاطعة. اوقد ختلفت مجالس المقاطعات الاسكتلندية أيضا عن تلك الموجودة في إنجلترا وويلز حيث كان مطلوبا منها تقسيم مقاطعتها إلى دوائر انتخابية . وكانت لجنة الدوائر الانتخابية المكونة من أعضاء مجالس المقاطعات المنتخبين للمنطقة مجلسا محليا مستقلا لبعض الأغراض الإدارية.
أعيد تشكيل مجالس المقاطعات الاسكتلندية بالكاملفي عام 1930. وتم زيادة سلطاتهم في البلدات الصغيرة. من ناحية أخرى، أصبحت البلدات الكبيرة مستقلة عن المقاطعة لمعظم الأغراض. ألغيت لجان المقاطعات التي أنشئت في عام 1890 واستعيض عنها بمجالس المقاطعات، التي يتألف نصفها من مستشاري المقاطعات ونصفها الآخر من أعضاء مجالس المقاطعات المنتخبين انتخابا مباشرا. تم إنشاء مجلسين مشتركين للمقاطعات، لبيرثشاير وكينروس شاير وموراي ونيرنشاير. كما اكتسبت مجالس المقاطعات واجبات سلطات التعليم الملغاة

### ويلز
قسمت ويلز إلى مناطق رئيسية موحدة منذ عام 1996. وتم تعيين المجالس بموجب التشريع الذي أنشأها إما باسم «مجالس المقاطعات» أو «مجالس الأحياء في المقاطعات». وتتمتع مجالس المقاطعات والمقاطعات بسلطات متماثلة .

### تاريخيا
كانت الحكومة المحلية في ويلز مماثلة لتلك الموجودة في إنجلترا وذلك قبل عام 1996. ونفس الامر بالنسبة لمجالس المقاطعات التي أدخلت في عام 1889 متطابقة مع نظيراتها الإنجليزية. وأوصت لجنة الحكم المحلي لويلز المعينة بموجب قانون الحكم المحلي لعام 1958 بتخفيض عدد مجالس المقاطعات في ويلز ومونماوثشاير من ثلاثة عشر إلى سبعة، ولكن الإصلاح لم يحدث حتى عام 1974.
واعتبارا من 1 نيسان/أبريل 1974، انخفض عدد المقاطعات ومجالس المقاطعات إلى ثمانية. مثل مجالس المقاطعات التي أدخلت في إنجلترا في نفس الوقت، وتم انتخاب المجلس بأكمله كل أربع سنوات. ومع ذلك، كان هناك تقسيم مختلف قليلا للسلطات بين مجالس المقاطعات والمقاطعات.و ألغيت مجالس المقاطعات والمقاطعات بعد اثنين وعشرين عاما، وذلك عندما تم إدخال النظام الحالي للمناطق الرئيسية.

## الولايات المتحدة
تمتلك معظم الولايات الفردية في الولايات المتحدة مقاطعات كشكل من أشكال الحكم المحلي؛ في عشر ولايات، يرأسهم مجلس محافظة. هذه الولايات هي ساوث كارولينا (جميع المقاطعات)، إنديانا (الكل باستثناء مقاطعة واحدة)، لويزيانا (19 أبرشية)، ماريلاند (11 مقاطعة)،  يوتا (7 مقاطعات)، واشنطن (6 مقاطعات)، بنسلفانيا (4 مقاطعات)، ديلاوير (2 من 3 مقاطعات)، أوهايو (مقاطعتان)، وفلوريدا (مقاطعة واحدة). في ولايات أخرى، يرأس كل مقاطعة لجنة مقاطعة، أو مجلس إشرافي للمقاطعة، أو محكمة مالية، أو محكمة مفوضين (في تكساس وميسوري وأركنساس)، أو هيئة محلفين تابعة للشرطة (في بعض أقاليم لويزيانا).
نيو إنجلاند لديها أضعف حكومات المقاطعات في الدولة .حيث تم إلغاء حكومات المقاطعات في ولاية كونيتيكت وجزء كبير من ولاية ماساتشوستس. في ولاية فيرمونت، تعتبر المقاطعات وسيلة لإعادة توزيع الأموال التي تسمح بها الدولة. ولا توجد حكومة مقاطعة فعلية.

## بلدان أخرى
يقابل مصطلح مجلس المقاطعة في بعض الاحيان في البلدان الأخرى البلدية الإقليمية
- مجلس مقاطعة (النرويج) (fylkesting)
- مجالس مقاطعة السويد (Landsting)
- مجالس مقاطعة رومانيا (consilii județene)

تُتنتخب مجالس المقاطعات السويدية والنرويجية بشكل مباشر من قبل سكانها كما هو الحال أيضًا في رومانيا خلال الانتخابات المحلية إلا انه هناك بعض الاختلافات بينهما في المسؤوليات.